# 1. Fußballclub Union Berlin 2010-2011
Questa voce raccoglie le informazioni riguardanti il 1. Fußballclub Union Berlin nelle competizioni ufficiali della stagione 2010-2011.

## Stagione
Nella stagione 2010-2011 l'Union Berlino, allenato da Uwe Neuhaus, concluse il campionato di 2. Bundesliga all'11º posto. In Coppa di Germania l'Union Berlino fu eliminato al primo turno dall'Hallescher.

## Rosa
| N. |                     | Ruolo | Calciatore       |
| -- | ------------------- | ----- | ---------------- |
| 1  | Germania (bandiera) | P     | Jan Glinker      |
| 13 | Germania (bandiera) | P     | Christoph Haker  |
| 40 | Germania (bandiera) | P     | Marcel Höttecke  |
| 28 | Germania (bandiera) | P     | Kilian Pruschke  |
| 26 | Germania (bandiera) | D     | Stephan Gill     |
| 15 | Germania (bandiera) | D     | Daniel Göhlert   |
| 7  | Irlanda (bandiera)  | D     | Patrick Kohlmann |
| 4  | Algeria (bandiera)  | D     | Ahmed Madouni    |
| 16 | Germania (bandiera) | D     | Christoph Menz   |
| 29 | Germania (bandiera) | D     | Michael Parensen |
| 6  | Belgio (bandiera)   | D     | Bernd Rauw       |
| 5  | Germania (bandiera) | D     | Christian Stuff  |
| 14 | Germania (bandiera) | D     | Paul Thomik      |
| 18 | Germania (bandiera) | D     | Maurice Trapp    |
| 27 | Germania (bandiera) | D     | Boné Uaferro     |

| N. |                        | Ruolo | Calciatore          |
| -- | ---------------------- | ----- | ------------------- |
| 23 | Germania (bandiera)    | C     | Björn Brunnemann    |
| 12 | Germania (bandiera)    | C     | Oliver Hofmann      |
| 10 | Paesi Bassi (bandiera) | C     | Santi Kolk          |
| 17 | Germania (bandiera)    | C     | Torsten Mattuschka  |
| 3  | Germania (bandiera)    | C     | Dominic Peitz       |
| 20 | Germania (bandiera)    | C     | Jérôme Polenz       |
| 2  | Germania (bandiera)    | C     | Christopher Quiring |
| 8  | Germania (bandiera)    | C     | Mac Younga-Mouhani  |
| 22 | Algeria (bandiera)     | A     | Karim Benyamina     |
| 19 | Germania (bandiera)    | A     | Chinedu Ede         |
| 9  | Colombia (bandiera)    | A     | John Mosquera       |
| 11 | Turchia (bandiera)     | A     | Kenan Şahin         |
| 21 | Germania (bandiera)    | A     | Halil Savran        |
| 24 | Germania (bandiera)    | A     | Steven Skrzybski    |

## Organigramma societario
Area tecnica
- Allenatore: Uwe Neuhaus
- Allenatore in seconda: André Hofschneider
- Preparatore dei portieri: Holger Bahra
- Preparatori atletici:

## Risultati

### 2. Bundesliga

#### Girone di andata
| Arbitro: | Welz |

|                              |           |                       |
| Höger 37’ Göhlert 82’ (aut.) | Marcatori | 33’ Benyamina 85’ Ede |

| Arbitro: | Bandurski |

|          |           |                      |
| Kolk 70’ | Marcatori | 53’ Müller 56’ Nöthe |

| Arbitro: | Leicher |

|                              |           |  |
| Manno 58’ Krösche 85’ (rig.) | Marcatori |  |

| Arbitro: | Brych |

|          |           |             |
| Kolk 82’ | Marcatori | 2’ Niemeyer |

| Arbitro: | Hartmann |

|                                               |           |              |
| Heidrich 18’ Stang 39’ Adler 74’ Andersen 90’ | Marcatori | 28’ Kohlmann |

| Arbitro: | Schößling |

|                         |           |  |
| Mattuschka 48’ Kolk 83’ | Marcatori |  |

| Arbitro: | Rafati |

|           |           |  |
| Lauth 68’ | Marcatori |  |

| Arbitro: | Schmidt |

|             |           |           |
| Mosquera 9’ | Marcatori | 2’ Hensel |

| Arbitro: | Stieler |

|                     |           |               |
| Möhrle 69’ Hain 90’ | Marcatori | 33’ Benyamina |

| Arbitro: | Kempter |

|             |           |                         |
| Berisha 63’ | Marcatori | 61’ Peitz 73’ Benyamina |

| Arbitro: | Rafati |

|                    |           |         |
| Benyamina 43’, 90’ | Marcatori | 30’ Luz |

| Arbitro: | Seemann |

|                 |           |             |
| Mölders 1’, 62’ | Marcatori | 2’ Mosquera |

| Arbitro: | Aytekin |

|                |           |  |
| Mattuschka 64’ | Marcatori |  |

| Arbitro: | Willenborg |

|           |           |  |
| Leitl 86’ | Marcatori |  |

| Arbitro: | Hartmann |

|  |           |               |
|  | Marcatori | 18’ Dabrowski |

| Cottbus 13 dicembre 2010, ore 20:15 CET 16ª giornata | Energie Cottbus | 0 – 0 referto | Union Berlino | Stadion der Freundschaft (12 240 spett.)\| Arbitro: \| Weiner \| |
| Arbitro:                                             | Weiner          |               |               |                                                                  |

| Arbitro: | Fritz |

|                                      |           |              |
| Müller 62’ (aut.) Savran 78’ Ede 90’ | Marcatori | 24’ Langkamp |

#### Girone di ritorno
| Arbitro: | Steinhaus |

|                         |           |                  |
| Thomik 21’ Mosquera 63’ | Marcatori | 90’ (rig.) Höger |

| Arbitro: | Ittrich |

|           |           |  |
| Klaus 76’ | Marcatori |  |

| Arbitro: | Grudzinski |

|  |           |                          |
|  | Marcatori | 25’ Brandy 57’ Guié-Mien |

| Arbitro: | Drees |

|            |           |                             |
| Hubník 13’ | Marcatori | 37’ Mosquera 71’ Mattuschka |

| Arbitro: | Schalk |

|                            |           |                                   |
| Stuff 62’ Kolk 63’ Ede 72’ | Marcatori | 33’ Nickenig 49’ Tyrała 78’ Adler |

| Arbitro: | Rafati |

|  |           |         |
|  | Marcatori | 35’ Ede |

| Arbitro: | Stieler |

|  |           |             |
|  | Marcatori | 88’ Volland |

| Aue 6 marzo 2011, ore 13:30 CET 25ª giornata | Erzgebirge Aue | 0 – 0 referto | Union Berlino | Erzgebirgsstadion (15 000 spett.)\| Arbitro: \| Stark \| |
| Arbitro:                                     | Stark          |               |               |                                                          |

| Berlino 12 marzo 2011, ore 13:00 CET 26ª giornata | Union Berlino | 0 – 0 referto | Augusta | Stadion An der Alten Försterei (15 328 spett.)\| Arbitro: \| Fritz \| |
| Arbitro:                                          | Fritz         |               |         |                                                                       |

| Arbitro: | Thielert |

|                         |           |                     |
| Savran 14’ Mosquera 58’ | Marcatori | 4’ Müller 22’ Tadić |

| Arbitro: | Leicher |

|  |           |                       |
|  | Marcatori | 70’ Madouni 84’ Peitz |

| Arbitro: | Christ |

|                             |           |  |
| Mattuschka 69’ Mosquera 89’ | Marcatori |  |

| Arbitro: | Fischer |

|                                         |           |  |
| Rösler 16’ (rig.) Lambertz 35’ Ilsø 68’ | Marcatori |  |

| Arbitro: | Osmers |

|               |           |            |
| Benyamina 67’ | Marcatori | 61’ Caiuby |

| Arbitro: | Grudzinski |

|                           |           |  |
| Aydin 11’, 73’ Freier 55’ | Marcatori |  |

| Arbitro: | Hartmann |

|                                                  |           |                   |
| Mosquera 13’ Peitz 64’ Quiring 82’ Benyamina 84’ | Marcatori | 38’ Jula 74’ Shao |

| Arbitro: | Stark |

|                             |           |                             |
| Cristea 3’, 60’ Buckley 31’ | Marcatori | 15’ Mosquera 86’ Mattuschka |

### Coppa di Germania
| Arbitro: | Sippel |

|             |           |  |
| Klippel 39’ | Marcatori |  |

## Statistiche

### Statistiche di squadra
| Competizione      | Punti | In casa | In casa | In casa | In casa | In casa | In casa | In trasferta | In trasferta | In trasferta | In trasferta | In trasferta | In trasferta | Totale | Totale | Totale | Totale | Totale | Totale | DR |
| Competizione      | Punti | G       | V       | N       | P       | Gf      | Gs      | G            | V            | N            | P            | Gf           | Gs           | G      | V      | N      | P      | Gf     | Gs     | DR |
| ----------------- | ----- | ------- | ------- | ------- | ------- | ------- | ------- | ------------ | ------------ | ------------ | ------------ | ------------ | ------------ | ------ | ------ | ------ | ------ | ------ | ------ | -- |
| 2. Bundesliga     | 42    | 17      | 7       | 6       | 4       | 25      | 19      | 17           | 4            | 3            | 10           | 14           | 26           | 34     | 11     | 9      | 14     | 39     | 45     | -6 |
| Coppa di Germania | -     | 0       | 0       | 0       | 0       | 0       | 0       | 1            | 0            | 0            | 1            | 0            | 1            | 1      | 0      | 0      | 1      | 0      | 1      | -1 |
| Totale            | -     | 17      | 7       | 6       | 4       | 25      | 19      | 18           | 4            | 3            | 11           | 14           | 27           | 35     | 11     | 9      | 15     | 39     | 46     | -7 |

### Andamento in campionato
| Giornata  | 1 | 2  | 3  | 4  | 5  | 6  | 7  | 8  | 9  | 10 | 11 | 12 | 13 | 14 | 15 | 16 | 17 | 18 | 19 | 20 | 21 | 22 | 23 | 24 | 25 | 26 | 27 | 28 | 29 | 30 | 31 | 32 | 33 | 34 |
| --------- | - | -- | -- | -- | -- | -- | -- | -- | -- | -- | -- | -- | -- | -- | -- | -- | -- | -- | -- | -- | -- | -- | -- | -- | -- | -- | -- | -- | -- | -- | -- | -- | -- | -- |
| Luogo     | T | C  | T  | C  | T  | C  | T  | C  | T  | T  | C  | T  | C  | T  | C  | T  | C  | C  | T  | C  | T  | C  | T  | C  | T  | C  | C  | T  | C  | T  | C  | T  | C  | T  |
| Risultato | N | P  | P  | N  | P  | V  | P  | N  | P  | V  | V  | P  | V  | P  | P  | N  | V  | V  | P  | P  | V  | N  | V  | P  | N  | N  | N  | V  | V  | P  | N  | P  | V  | P  |
| Posizione | 9 | 12 | 15 | 14 | 16 | 14 | 15 | 15 | 15 | 14 | 13 | 13 | 13 | 13 | 15 | 14 | 13 | 12 | 12 | 13 | 13 | 13 | 12 | 12 | 12 | 12 | 12 | 11 | 11 | 11 | 11 | 11 | 11 | 11 |

Legenda:

Luogo: C = Casa; T = Trasferta. Risultato: V = Vittoria; N = Pareggio; P = Sconfitta.

### Statistiche dei giocatori
| Giocatore         | 2. Bundesliga | 2. Bundesliga | 2. Bundesliga | 2. Bundesliga | Coppa di Germania | Coppa di Germania | Coppa di Germania | Coppa di Germania | Totale   | Totale | Totale      | Totale     |
| Giocatore         | Presenze      | Reti          | Ammonizioni   | Espulsioni    | Presenze          | Reti              | Ammonizioni       | Espulsioni        | Presenze | Reti   | Ammonizioni | Espulsioni |
| ----------------- | ------------- | ------------- | ------------- | ------------- | ----------------- | ----------------- | ----------------- | ----------------- | -------- | ------ | ----------- | ---------- |
| J. Glinker        | 19            | 0             | 0             | 0             | 1                 | 0                 | 0                 | 0                 | 20       | 0      | 0           | 0          |
| C. Haker          | -             | -             | -             | -             | -                 | -                 | -                 | -                 | -        | -      | -           | -          |
| M. Höttecke       | 15            | 0             | 0             | 0             | -                 | -                 | -                 | -                 | 15       | 0      | 0           | 0          |
| K. Pruschke       | -             | -             | -             | -             | -                 | -                 | -                 | -                 | -        | -      | -           | -          |
| S. Gill           | -             | -             | -             | -             | -                 | -                 | -                 | -                 | -        | -      | -           | -          |
| D. Göhlert        | 29            | 0             | 9             | 0             | 1                 | 0                 | 0                 | 0                 | 30       | 0      | 9           | 0          |
| P. Kohlmann       | 28            | 1             | 5             | 0             | 1                 | 0                 | 0                 | 0                 | 29       | 1      | 5           | 0          |
| A. Madouni        | 19            | 1             | 3             | 0             | 1                 | 0                 | 0                 | 0                 | 20       | 1      | 3           | 0          |
| C. Menz           | 27            | 0             | 8             | 0             | -                 | -                 | -                 | -                 | 27       | 0      | 8           | 0          |
| M. Parensen       | 14            | 0             | 3             | 0             | -                 | -                 | -                 | -                 | 14       | 0      | 3           | 0          |
| B. Rauw           | 20            | 0             | 3             | 1             | -                 | -                 | -                 | -                 | 20       | 0      | 3           | 1          |
| C. Stuff          | 19            | 1             | 3             | 0             | -                 | -                 | -                 | -                 | 19       | 1      | 3           | 0          |
| P. Thomik         | 23            | 1             | 3             | 0             | -                 | -                 | -                 | -                 | 23       | 1      | 3           | 0          |
| M. Trapp          | 1             | 0             | 1             | 0             | -                 | -                 | -                 | -                 | 1        | 0      | 1           | 0          |
| B. Uaferro        | 2             | 0             | 0             | 0             | -                 | -                 | -                 | -                 | 2        | 0      | 0           | 0          |
| B. Brunnemann     | 20            | 0             | 3             | 0             | 1                 | 0                 | 0                 | 0                 | 21       | 0      | 3           | 0          |
| O. Hofmann        | -             | -             | -             | -             | -                 | -                 | -                 | -                 | -        | -      | -           | -          |
| S. Kolk           | 17            | 4             | 0             | 1             | 1                 | 0                 | 0                 | 0                 | 18       | 4      | 0           | 1          |
| T. Mattuschka     | 29            | 5             | 1             | 1             | 1                 | 0                 | 0                 | 0                 | 30       | 5      | 1           | 1          |
| D. Peitz          | 29            | 3             | 12            | 0             | 1                 | 0                 | 0                 | 0                 | 30       | 3      | 12          | 0          |
| J. Polenz         | 6             | 0             | 1             | 0             | 1                 | 0                 | 0                 | 0                 | 7        | 0      | 1           | 0          |
| C. Quiring        | 11            | 1             | 1             | 0             | 1                 | 0                 | 0                 | 0                 | 12       | 1      | 1           | 0          |
| M. Younga-Mouhani | 14            | 0             | 2             | 0             | 1                 | 0                 | 0                 | 0                 | 15       | 0      | 2           | 0          |
| K. Benyamina      | 30            | 7             | 2             | 0             | 1                 | 0                 | 0                 | 0                 | 31       | 7      | 2           | 0          |
| C. Ede            | 33            | 4             | 2             | 0             | 1                 | 0                 | 0                 | 0                 | 34       | 4      | 2           | 0          |
| J. Mosquera       | 31            | 8             | 5             | 1             | 1                 | 0                 | 0                 | 0                 | 32       | 8      | 5           | 1          |
| K. Şahin          | 6             | 0             | 1             | 0             | -                 | -                 | -                 | -                 | 6        | 0      | 1           | 0          |
| H. Savran         | 24            | 2             | 1             | 0             | -                 | -                 | -                 | -                 | 24       | 2      | 1           | 0          |
| S. Skrzybski      | 4             | 0             | 0             | 0             | -                 | -                 | -                 | -                 | 4        | 0      | 0           | 0          |